# اینزر
اینزر (انگلیسی: Inzer) یک شهرک در شهرستان بلورتسکی باشقیرستان کشور روسیه است.